# Michael Krüger (Politiker)
Michael Krüger (* 26. Dezember 1955 in Linz) ist ein österreichischer Rechtsanwalt und ehemaliger Politiker (FPÖ). Vom 4. bis zum 29. Februar 2000 war er österreichischer Justizminister. Von November 1994 bis Februar 2000 und von März 2000 bis Dezember 2002 war er Abgeordneter zum Nationalrat.

## Leben
Michael Krüger studierte Rechtswissenschaften in Wien sowie in Linz und begann seine Anwaltskarriere mit Schwerpunkt Zivil- und Wirtschaftsrecht im Jahr 1985. Im Jahr 1993 trat er der FPÖ unter Jörg Haider bei. Am 7. November 1994 zog Krüger in den Nationalrat ein.
In der FPÖ fungierte er erst als Kultur- und Mediensprecher und wurde schließlich am 4. Februar 2000 als Justizminister angelobt. Für Kritik sorgte sein Vorhaben, ein Fahrzeug des Herstellers Jaguar als Dienstwagen zu beschaffen. 25 Tage später erklärte er seinen Rücktritt. Er begründete seinen Rücktritt mit gesundheitlichen Gründen. Vor seinem Rücktritt war er durch ein Interview im Nachrichtenmagazin Profil in die Schlagzeilen geraten, in dem er sich mit dem damaligen ORF-Moderator Dieter Chmelar, einem Jugendfreund, über private Erlebnisse ausgetauscht hatte. Krüger blieb nach seinem Rücktritt bis zum 19. Dezember 2002 Abgeordneter zum Nationalrat. Krüger arbeitet heute als Rechtsanwalt insbesondere in Medien-Angelegenheiten. Er vertritt unter anderem die Styria Media Group sowie Radio Arabella.
Im Jahr 2005 ist Krüger aus der FPÖ ausgetreten. Ab 2012 fungierte er als Anwalt und Rechtsberater des mittlerweile aufgelösten Team Stronach.

## Auszeichnungen
- 2003: Großes Goldenes Ehrenzeichen für Verdienste um die Republik Österreich[5]